# Valperga (Italia)
Valperga (Valperga in piemontese) è un comune italiano di 2 968 abitanti della città metropolitana di Torino, situato nella zona del Canavese, in Piemonte, da cui deriva Valperga Canavese, denominazione talvolta erroneamente utilizzata.
Ospita nel proprio territorio il Sacro Monte di Belmonte, riconosciuto come bene del Patrimonio Mondiale dell'UNESCO.

## Geografia fisica
Il comune di Valperga confina con i seguenti comuni: Cuorgnè, Pertusio, Prascorsano, Castellamonte e Salassa.

Valperga era uno dei dodici comuni della ex Comunità Montana Alto Canavese, oggi assieme a cinque comuni costituenti la Unione montana Val Gallenca; inoltre è uno dei comuni alle pendici del Sacro Monte di Belmonte, uno dei sette Sacri Monti del Piemonte e Riserva Naturale Speciale con una legge regionale del 1991.

## Storia

### Simboli
Lo stemma comunale e il gonfalone sono stati concessi con decreto del presidente della Repubblica del 28 marzo 2013.
(D.P.R. del 28 marzo 2013 )
Le insegne della Comunitas di Valperga appaiono nel consegnamento degli stemmi (controllo generale del diritto a fregiarsi di un blasone da parte di enti e famiglie, durante il quale si doveva pagare una tassa) del 1613 voluto da Carlo Emanuele I di Savoia, e presentava due staffe d'oro con gli staffili rossi in campo d'argento ed il motto sopra "Ferme toi". L'onorificenza della staffa e il motto erano stati concessi alla famiglia dei conti di Valperga nel 1418 per i meriti in battaglia di Giorgio, conte di Mazzè, al servizio dell'imperatore Sigismondo, e poi estesa all'intera comunità. Lo stemma è stato modificato più volte nell'Ottocento con l'aggiunta delle fasce d'oro e di rosso, riprese dall'antico stemma dei Valperga, su cui era raffigurata una piantina di canapa d'argento.
Il gonfalone è un drappo di giallo con la bordatura di rosso.

## Monumenti e luoghi d'interesse
- Sacro Monte di Belmonte

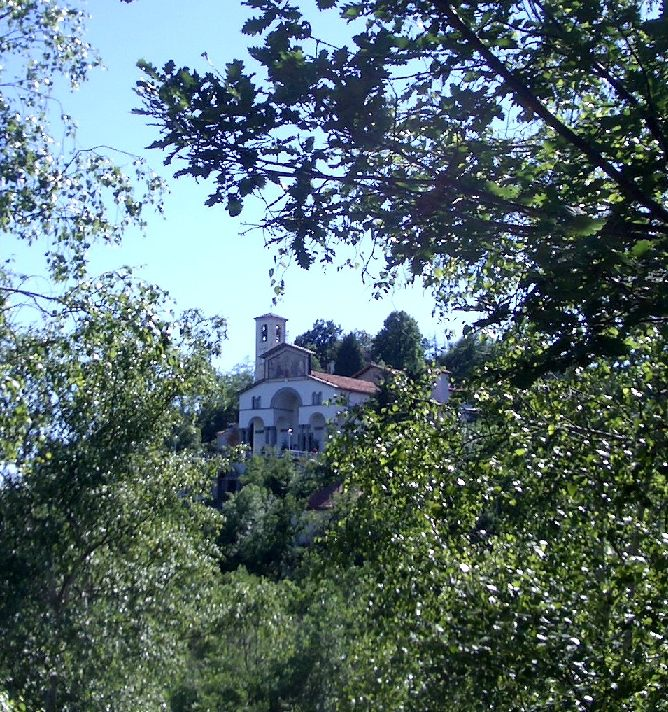
Sacro Monte di Belmonte Panorama con veduta del Santuario
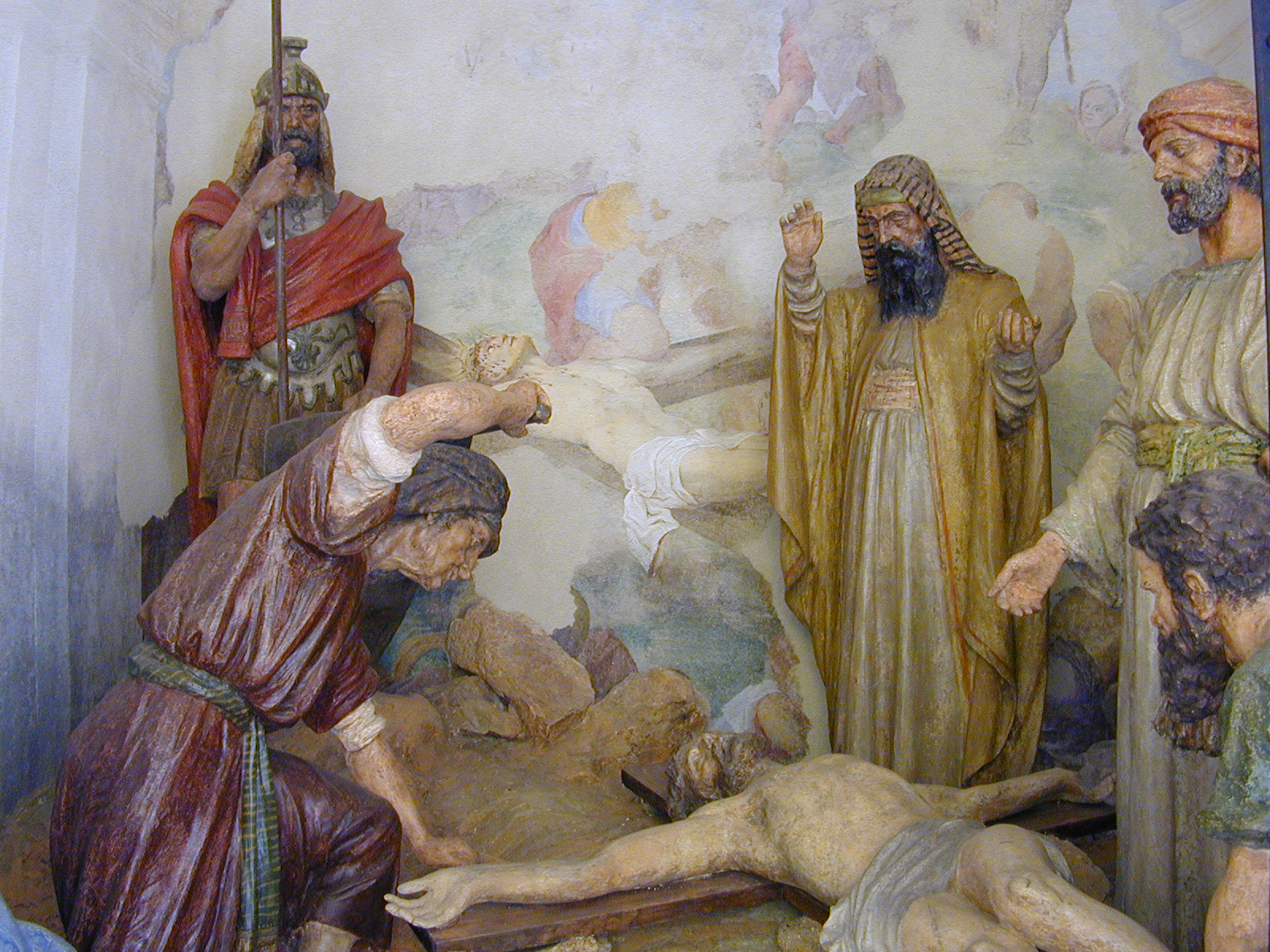
Sacro Monte di Belmonte Cappella 11. Crocifissione
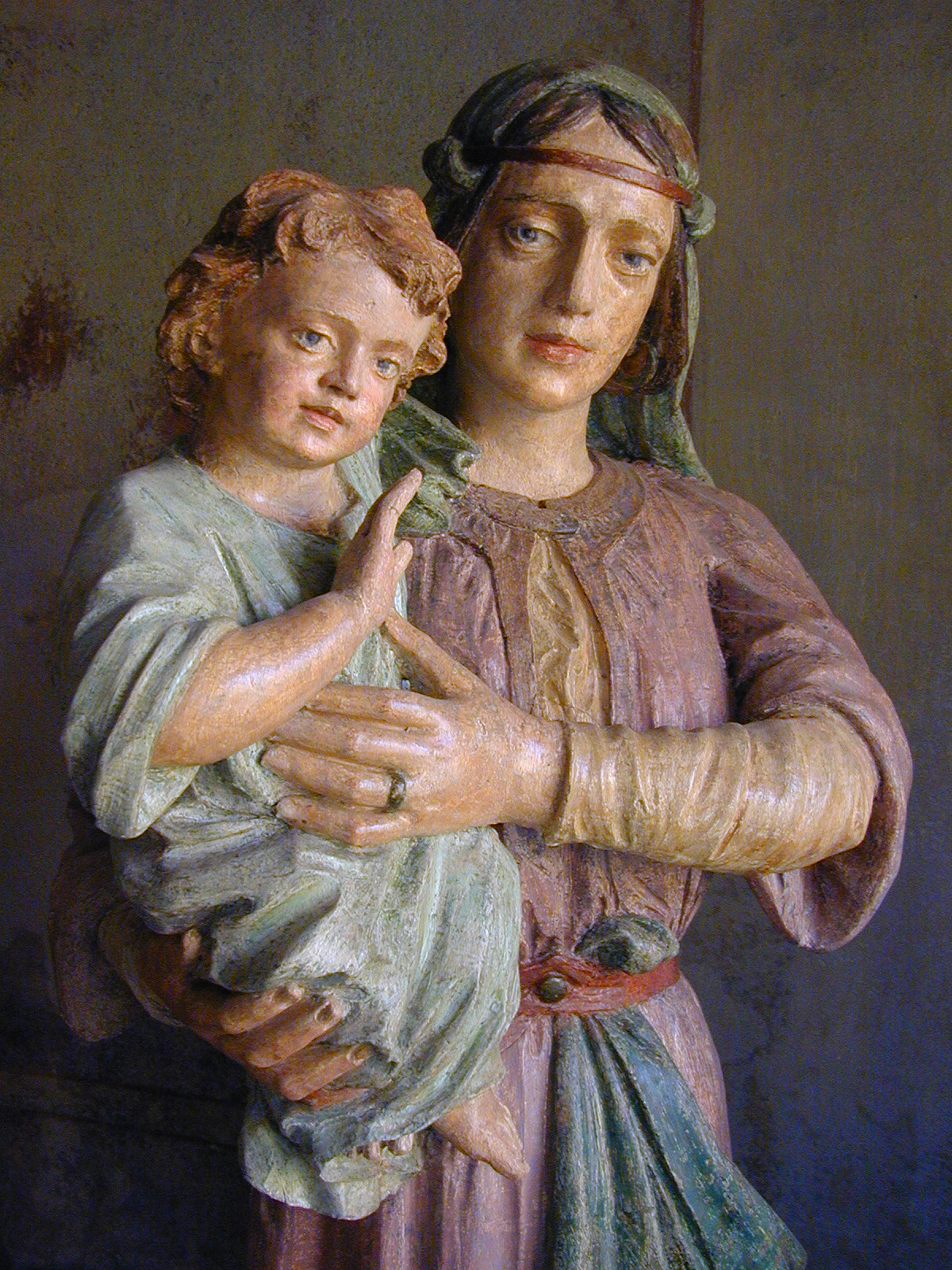
Sacro Monte di Belmonte Cappella 8. Le Pie Donne

- Chiesa di San Giorgio

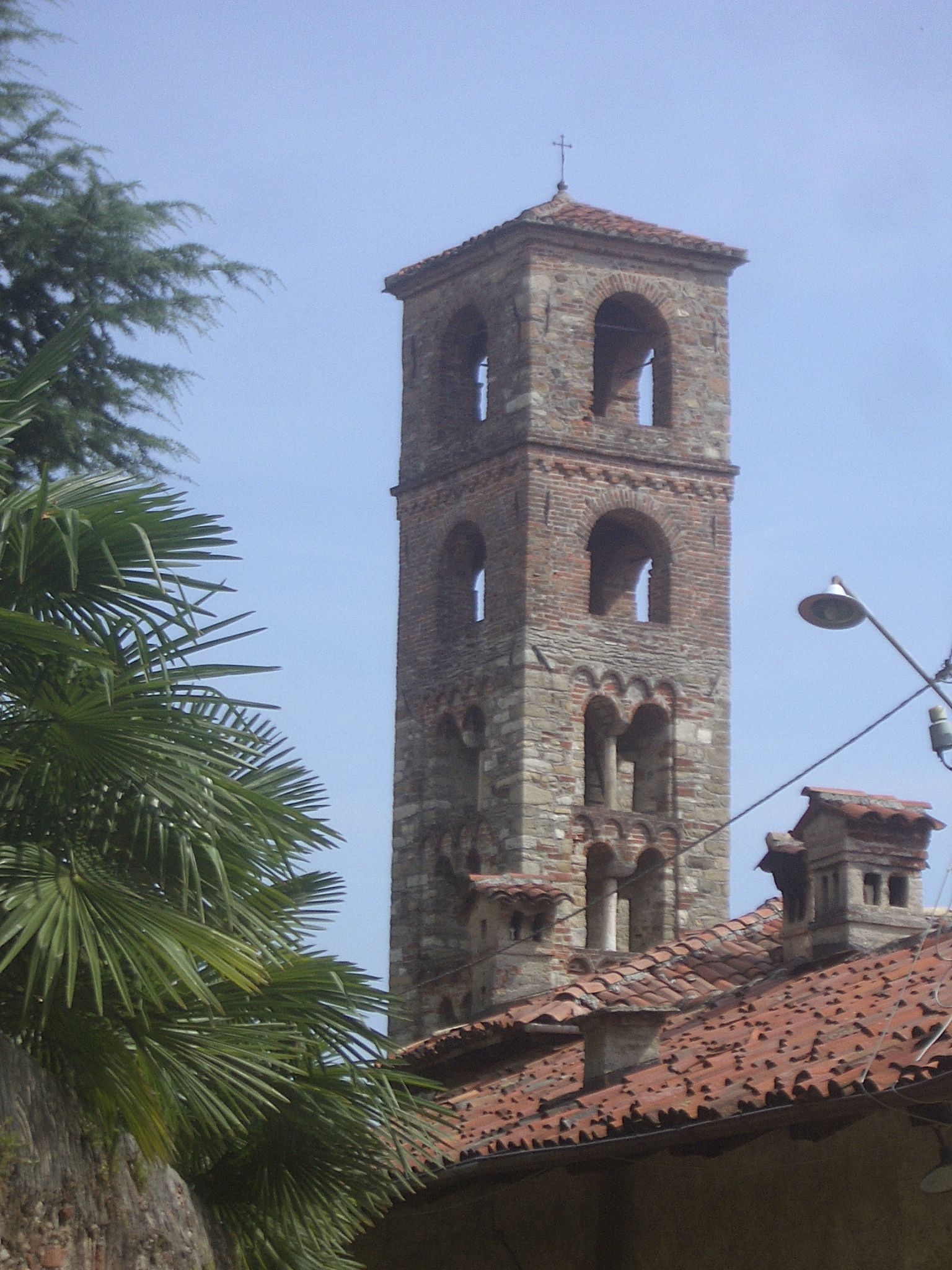
Il campanile romanico
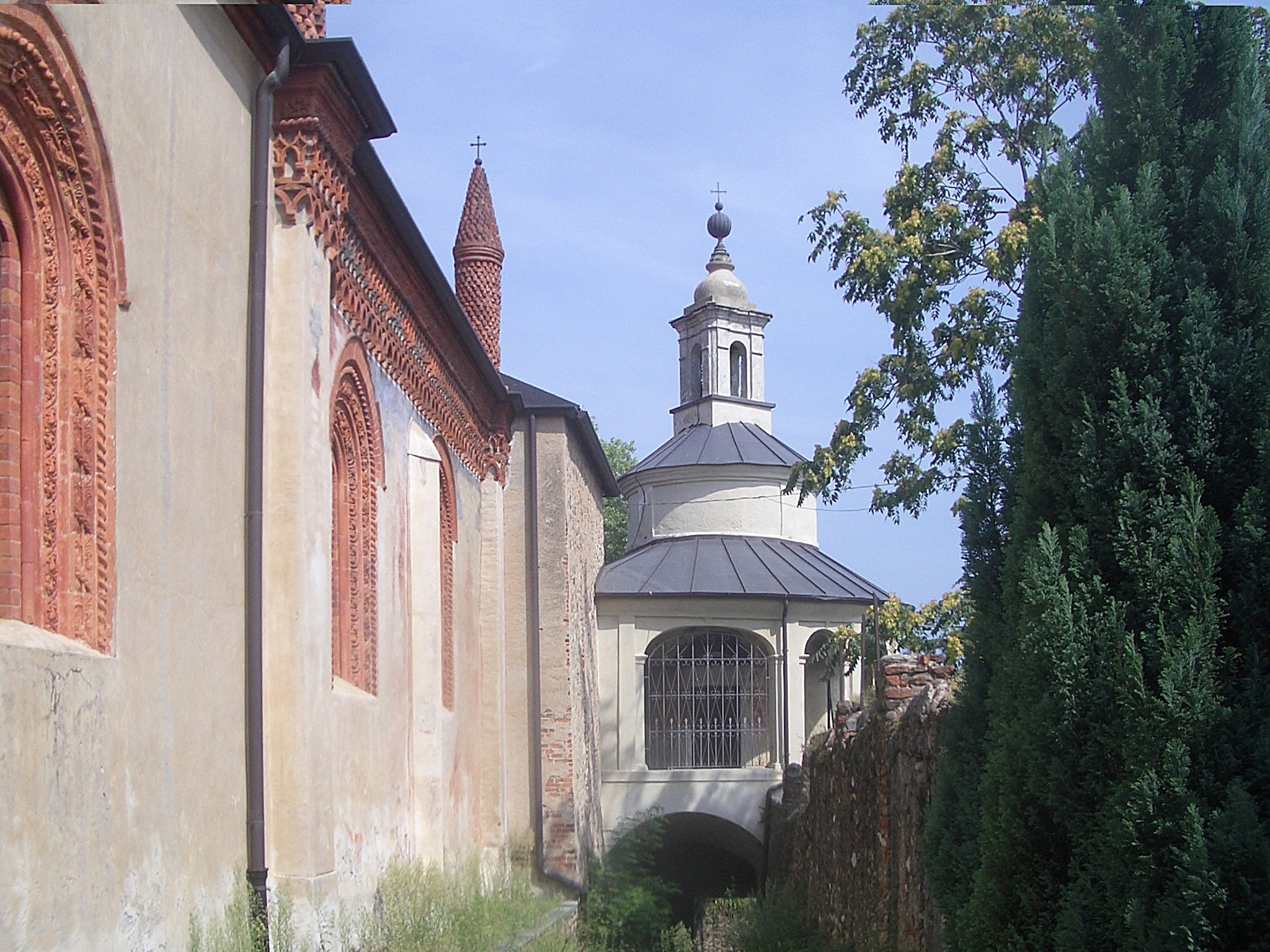
Decorazioni in cotto

- Chiesa parrocchiale della Santissima Trinità

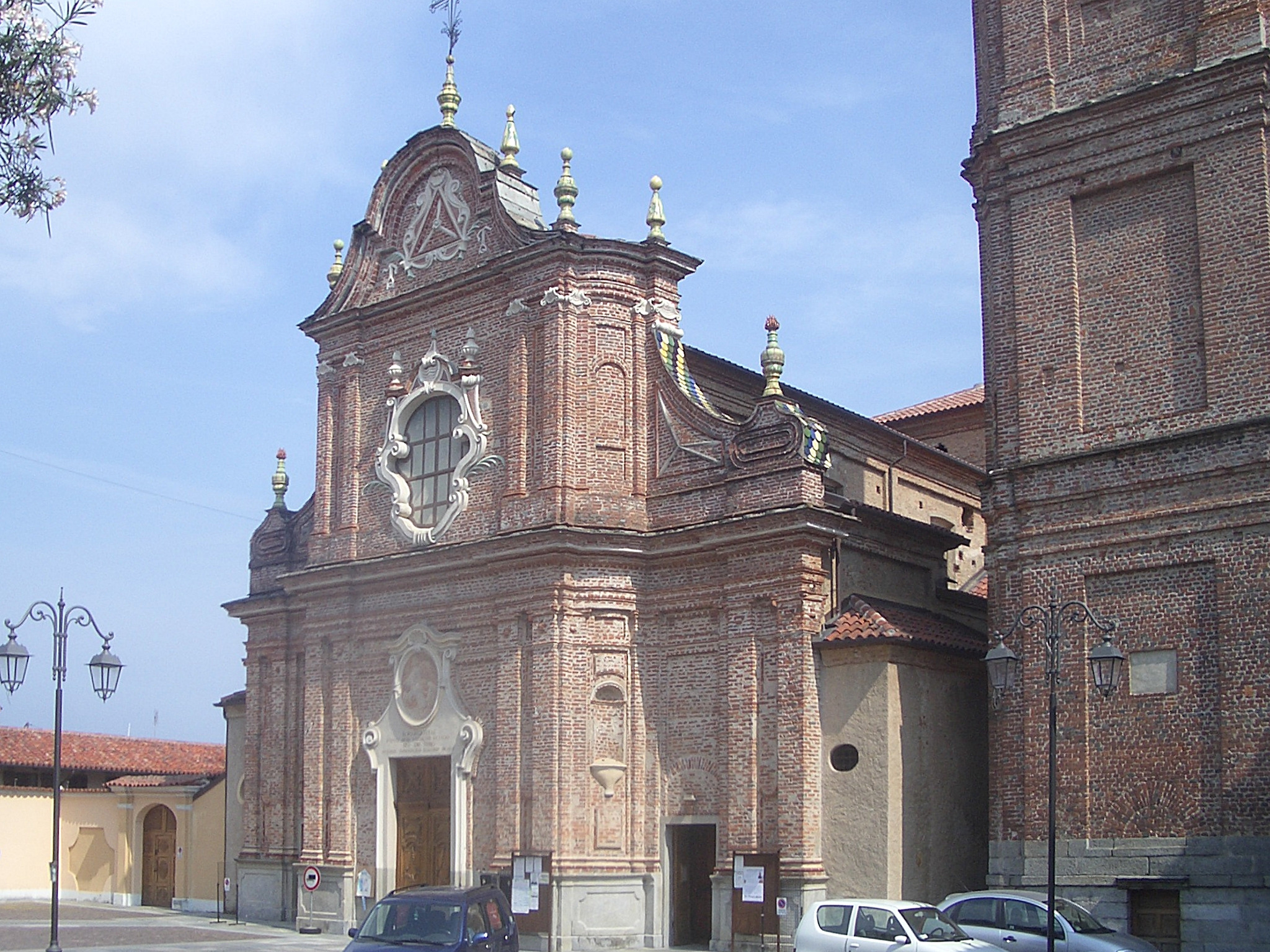
La facciata
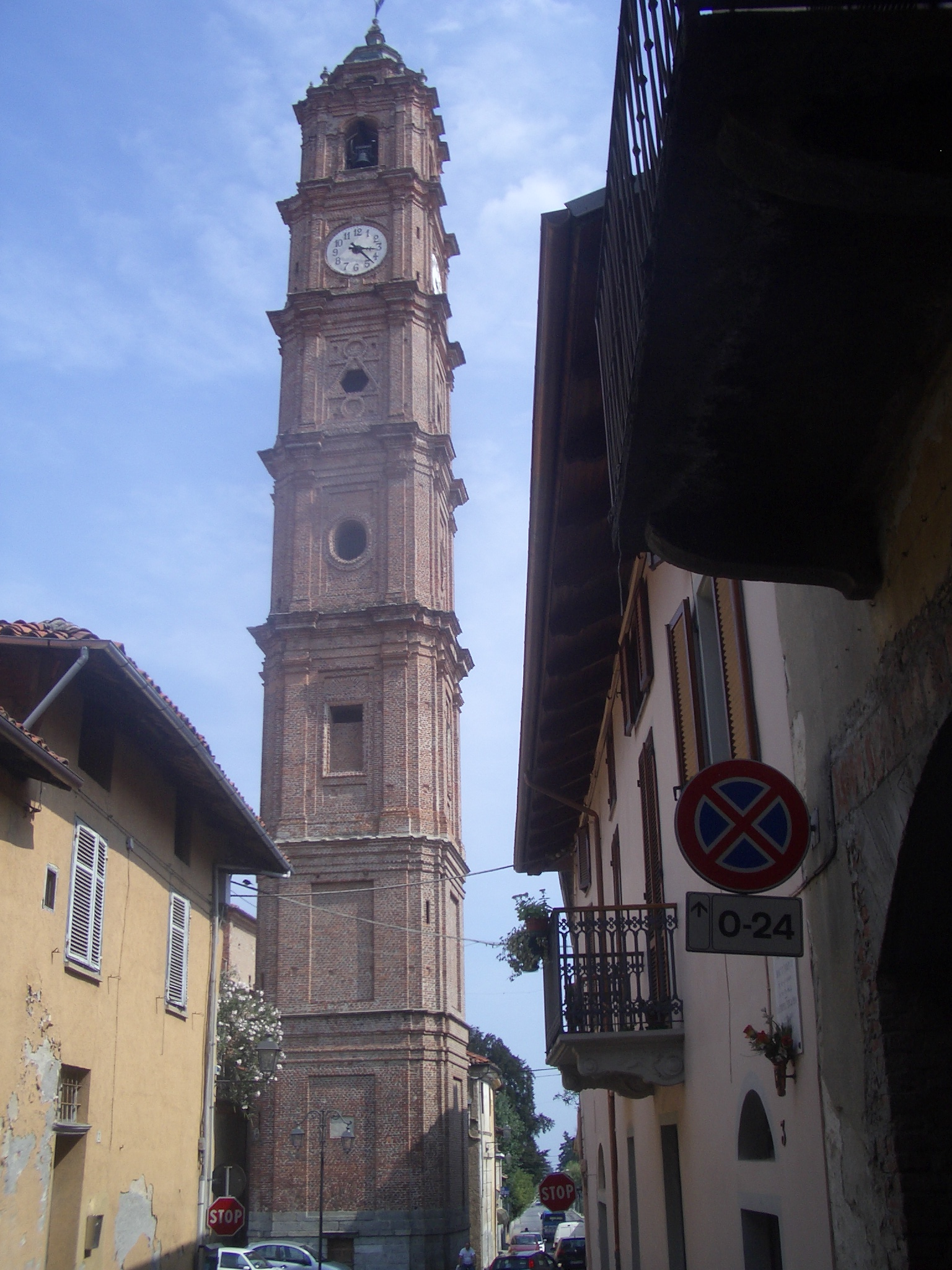
Il campanile

- Il castello di Valperga

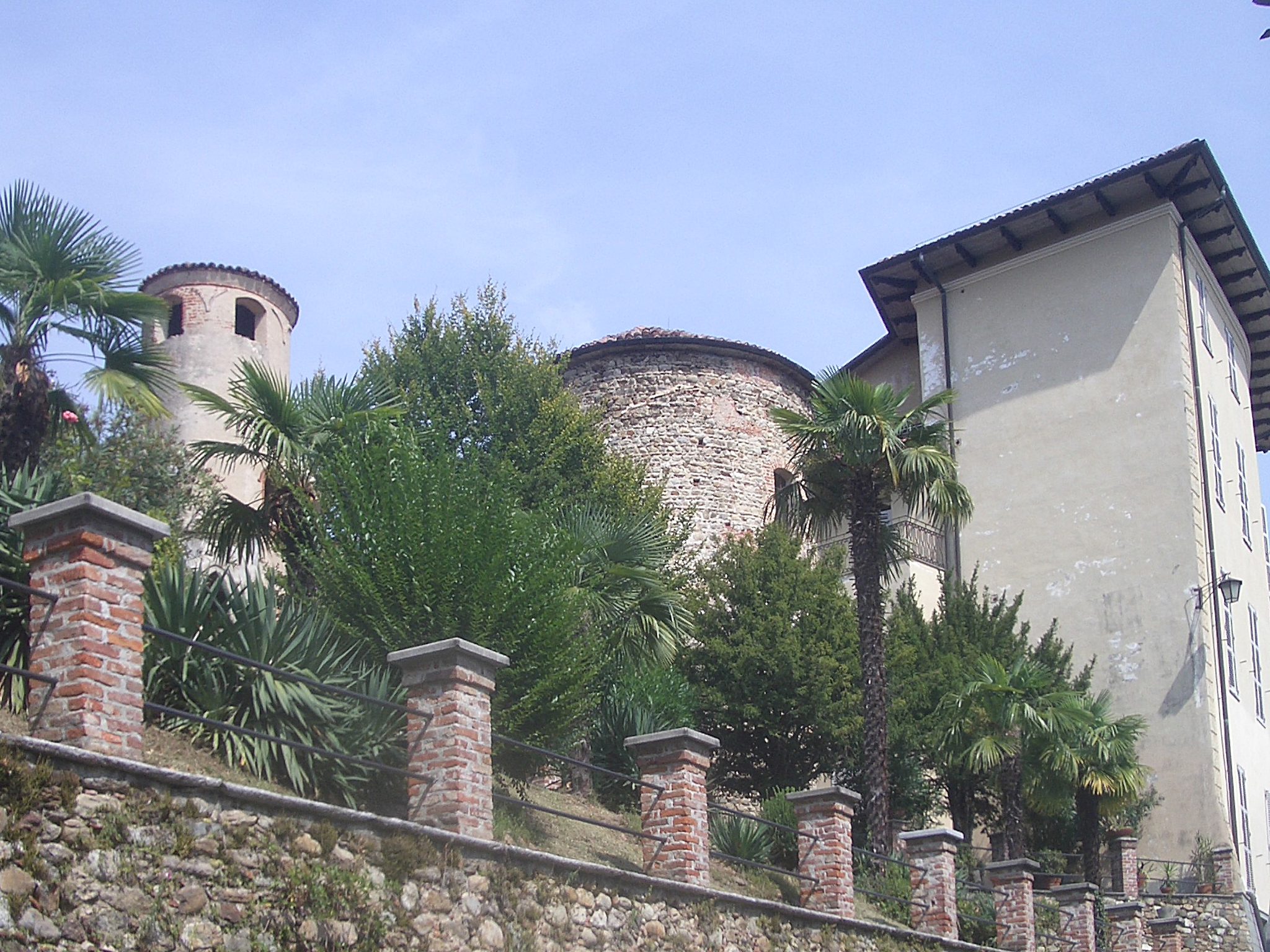
Immagine del castello
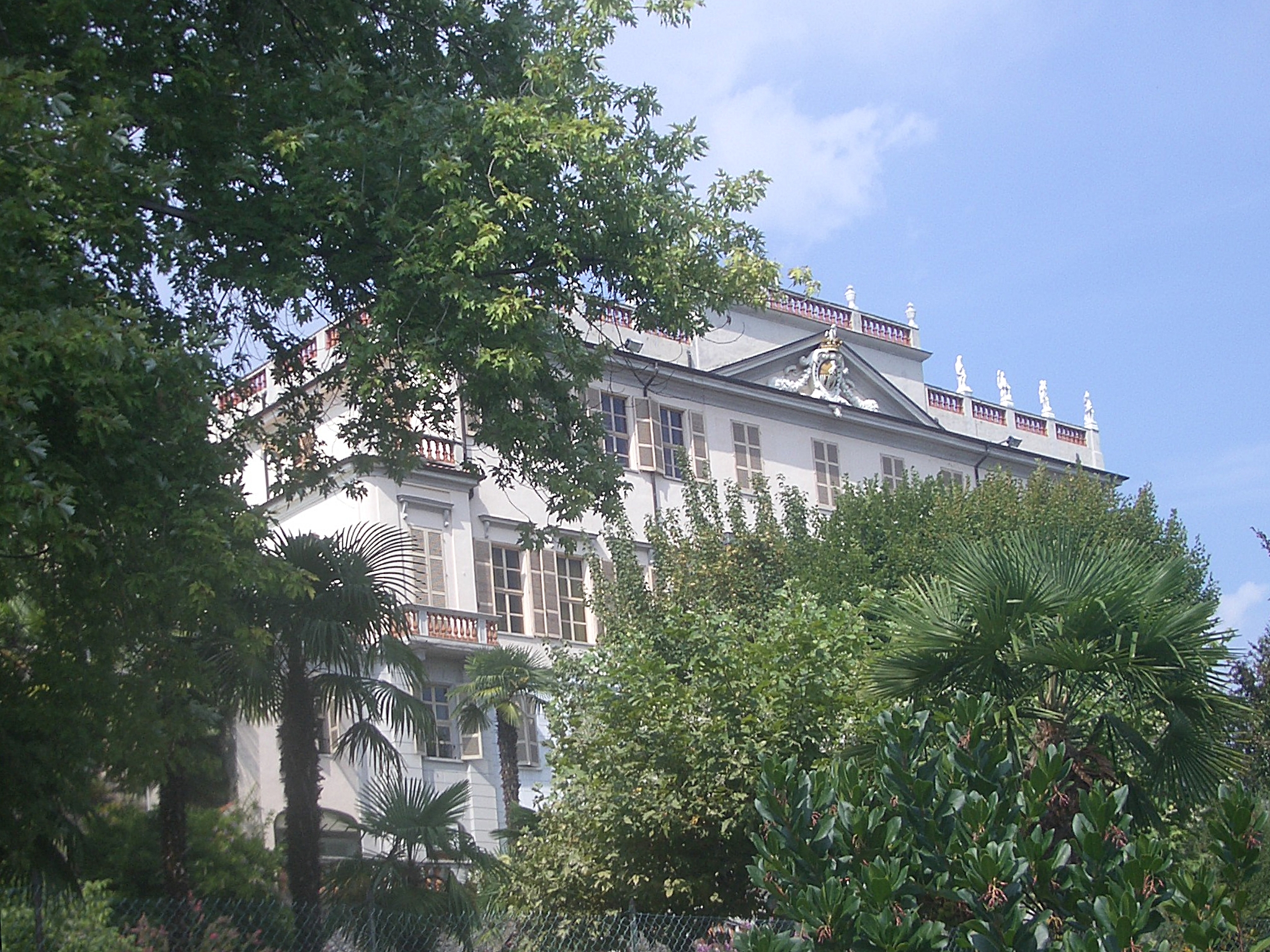
Immagine del castello

## Ambiente e tutela del paesaggio
Valperga offre varie escursioni naturalistiche. La più interessante a livello di importanza storica è la via pedonale che collega il centro di Valperga con il Sacro Monte di Belmonte, quest'ultimo notevole dal punto di vista storico, artistico e culturale. Anche il sentiero numero 8 collega il paese e il santuario.
Dal centro di Valperga, in direzione Pertusio, vi è una strada secondaria sulla sinistra che permette di raggiungere due piccoli laghetti noti come "Laghetti Azzurri" (visibili dall'alto anche dalla terrazza panoramica di Belmonte), molto suggestivi nel periodo invernale quando ghiacciano.

## Società

### Evoluzione demografica
Abitanti censiti

## Economia
Tradizionale a Valperga è l'artigianato del rame. Gli antichi calderai, i cosiddetti magnin, erano in origine montanari che, per lavorare, scendevano dai monti per riparare e fabbricare paioli di rame (le ramine) ed altri utensili per la cucina. Quest'arte, diede origine alla fase embrionale della industrializzazione.

## Infrastrutture e trasporti
La stazione di Valperga, posta lungo la ferrovia Canavesana, è servita dai treni regionali in servizio sulla relazione denominata Linea 1 del Servizio Ferroviario Metropolitano di Torino operata da GTT nell'ambito del contratto di servizio stipulato con la Regione Piemonte.
Fra il 1883 e il 1906 il paese era servito da una fermata posta lungo la tranvia Rivarolo-Cuorgnè.

## Amministrazione
Di seguito è presentata una tabella relativa alle amministrazioni che si sono succedute in questo comune.
| Periodo           | Periodo           | Primo cittadino                 | Partito                             | Carica              | Note  |
| ----------------- | ----------------- | ------------------------------- | ----------------------------------- | ------------------- | ----- |
| 22 maggio 1985    | 21 maggio 1990    | Giovanni Giolitto               | Partito Socialista Italiano         | Sindaco             | [ 8 ] |
| 21 maggio 1990    | 29 novembre 1993  | Maria Grazia Mazzoglio          | Partito Liberale Italiano           | Sindaco             | [ 8 ] |
| 29 gennaio 1994   | 13 giugno 1994    | Claudio Ventrice                |                                     | Comm. pref.         | [ 8 ] |
| 13 giugno 1994    | 25 maggio 1998    | Livio Frasca                    | -                                   | Sindaco             | [ 8 ] |
| 25 maggio 1998    | 28 maggio 2002    | Roberto Pier Sandro Tha         | -                                   | Sindaco             | [ 8 ] |
| 28 maggio 2002    | 29 maggio 2007    | Roberto Pier Sandro Tha         | lista civica                        | Sindaco             | [ 8 ] |
| 29 maggio 2007    | 7 maggio 2012     | Davide Maria Brunasso Cassinino | lista civica                        | Sindaco             | [ 8 ] |
| 7 maggio 2012     | 13 ottobre 2014   | Davide Maria Brunasso Cassinino | lista civica: siamo Valperga        | Sindaco             | [ 8 ] |
| 13 ottobre 2014   | 1º giugno 2015    | Antonio Bellomo                 |                                     | Comm. straordinario | [ 8 ] |
| 1º giugno 2015    | 22 settembre 2020 | Gabriele Francisca              | lista civica: insieme per Valperga  | Sindaco             | [ 8 ] |
| 22 Settembre 2020 | In carica         | Walter Giuseppe Sandretto       | lista civica: Valperga in Movimento | Sindaco             |       |

### Altre informazioni amministrative
Valpega ha fatto parte della Comunità Montana Alto Canavese.